# Bach (Tyrol)
Pour les articles homonymes, voir Bach (homonymie).
Bach est une commune autrichienne du Tyrol.